# Лукава удовица
„Лукава удовица” је југословенски ТВ филм из 1963. године. Режирао га је Иван Хетрих а сценарио је написао Карло Голдони.

## Улоге
| Глумац     | Улога |
| ---------- | ----- |
| Нева Росић |       |